# Jim Beglin
James Martin ("Jim") Beglin (County Waterford, 29 juli 1963) is een Iers voormalig voetballer die als linksachter speelde. Beglin was profvoetballer van 1980 tot 1991. Hij speelde voor Shamrock Rovers, Liverpool en Leeds United. Hij verzamelde 15 caps voor het Iers voetbalelftal.

## Biografie
Met sterke prestaties in de loondienst van het Ierse Shamrock Rovers versierde Beglin een transfer naar de Engelse topclub Liverpool. Hij speelde van 1983 tot 1989 op Anfield. Alhoewel de linksachter geen vaste waarde was, won hij in 1986 het Engels landskampioenschap met Liverpool. Beglin trad met de club aan in de finale van de Europacup I van 1985 tegen het Italiaanse Juventus; het Heizeldrama. Liverpool verloor de finale met 1–0 door een strafschop van de Franse sterspeler van Juventus, Michel Platini. De finale ging door ondanks de dodelijke supportersrellen die er aan vooraf gingen. Hij won de FA Cup in 1986, door in de finale stadsrivaal Everton te verslaan. Everton was in die tijd een topclub die onder leiding stond van Howard Kendall. In januari 1987 brak Beglin zijn been tegen Everton in een League Cup-confrontatie. Een tackle van Everton-verdediger Gary Michael Stevens betekende met wat vertraging het einde van Beglins profcarrière, aangezien de verdediger na zijn herstel amper wedstrijden speelde. Hij haalde nadien zijn oude niveau niet meer. Hij verliet Liverpool in 1989 en verhuisde naar Leeds United. In 1991 stopte hij met voetballen.

## Erelijst
| Competitie                      |           |           |
| Competitie                      | Aantal    | Jaren     |
| Liverpool                       | Liverpool | Liverpool |
| ------------------------------- | --------- | --------- |
| Football League First Division  | 1×        | 1985/86   |
| FA Cup                          | 1×        | 1985/86   |
| FA Charity Shield               | 1×        | 1986      |
| Leeds United                    |           |           |
| Football League Second Division | 1×        | 1989/90   |